# 1936年のル・マン24時間レース
1936年のル・マン24時間レース（24 Heures du Mans 1935 ）は、14回目のル・マン24時間レースとして計画されたが、ストライキにより開催されなかった。

## 概要
当初は1936年6月13日から6月14日にかけてフランスのサルト・サーキットで開催が予定され、1935年12月の段階ですでに47台が登録を済ませていたが、フランスのストライキにより6月20日と6月21日に延期された。準備が進められたが反対者が多く、さらに8月1日と8月2日に再延期された。7月23日が認定の日とされたが、結局ル・マン史上初めて開催されずに終わった。